# Will Forte
Orville Willis Forte IV, detto Will (Contea di Alameda, 17 giugno 1970), è un attore, doppiatore e sceneggiatore statunitense.
È soprattutto noto per la sua partecipazione al cast del Saturday Night Live (2002-2010) e del relativo film spin-off MacGruber, della serie televisiva 30 Rock e del film Nebraska.

## Biografia
Nato nella Contea di Alameda, in California, figlio di Patricia C. (nata Stivers), un'artista, e Orville Willis Forte III, broker finanziario, è cresciuto in Moraga prima di spostarsi a Lafayette e diplomarsi all'Acalanes High School. Ha frequentato l'UCLA, dove faceva parte della confraternita Lambda Chi Alpha e si è laureato in storia. I suoi genitori hanno divorziato quando era ventenne. Inizialmente intenzionato a proseguire gli studi per diventare un broker come il padre, ha lavorato in una società di brokeraggio per un solo anno prima di decidere di perseguire la carriera da attore. Ha lavorato come insegnante di matematica (uno dei suoi studenti, Liam, era il figlio adottivo dell'attrice Faye Dunaway) e in una casa editrice di musica. Forte è sostenitore della fondazione Wampler per la quale ha registrato un messaggio promozionale con Will Ferrell. Forte era un amico d'infanzia del fondatore Steven Wampler e in precedenza il portavoce nazionale di SciEyes, un'associazione non-profit creata per sostenere la ricerca, la formazione e la divulgazione dell'impiego delle cellule staminali, riconoscendo e sostenendo il suo potenziale per lo sviluppo di nuove terapie per il trattamento di cecità e malattie debilitanti dell'occhio. Forte è stato uno dei finanziatori principali per l'istituzione di una borsa di ricerca per gli studenti di medicina al terzo anno, presso la Duke Medical Center. Fa parte del Consiglio di Amministrazione della politica nazionale sui senzatetto. Soffre di disturbo ossessivo-compulsivo.

## Carriera

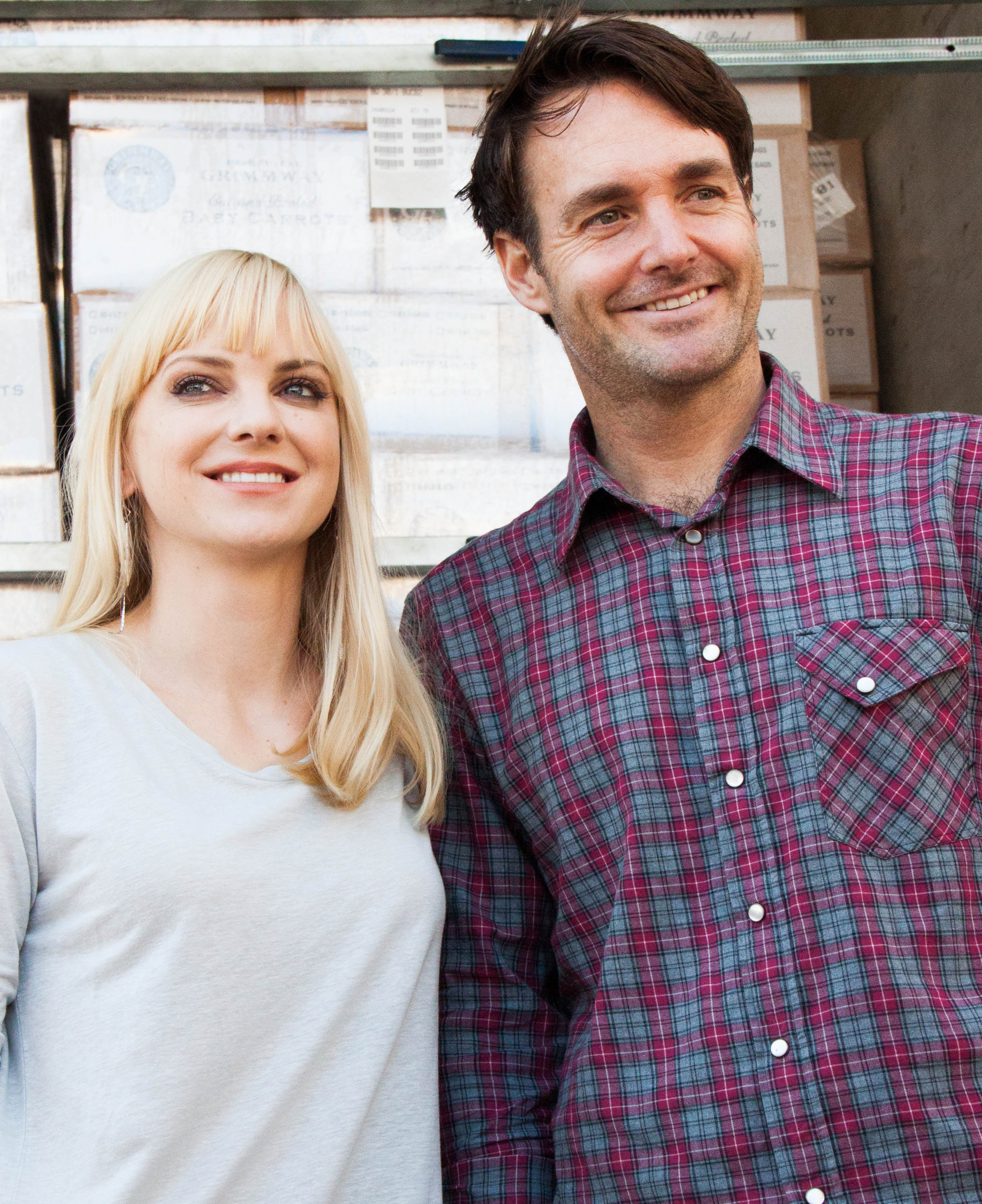
Anna Faris e Forte nel 2013

La carriera dello spettacolo di Forte è cominciata nel 1997, quando è stato assunto come sceneggiatore per il David Letterman Show a New York. L'anno successivo si è spostato a Los Angeles dove ha fatto parte del comedy club The Groundlings, e ha lavorato come sceneggiatore su vari progetti, tra cui Una famiglia del terzo tipo nel 2000 e successivamente in That '70s Show.
È stato consulente per la serie animata God, the Devil and Bob e produttore del That '70s Show per la stagione 2001-2002. Forte ha dato la sua voce a Abe Lincoln nella serie animata Clone High, acclamata dalla critica ma di breve durata. Ha prestato la sua voce, come personaggio occasionale, anche in Drawn Together, Aqua Unit Patrol Squad 1, Piovono polpette e nel sequel Piovono polpette 2. Forte ha partecipato allo spettacolo These Are Jokes, dell'amico Demetri Martin, nella traccia Personal Information Waltz. È comparso nella serie Flight of the Conchords di HBO. Dopo il suo debutto ne Il giro del mondo in 80 giorni, ha recitato nei film Beerfest e The Slammin' Salmon della Broken Lizard. Forte aveva stretto un accordo, dieci anni prima, per scrivere la sceneggiatura di un lungometraggio, basato sui personaggi presenti nell'episodio pilota scritto per la casa di produzione Carsey-Werner. Per scindere il suo contratto con Carsey-Werner e il produttore esecutivo Tom Werner, ha accettato di sceneggiare il film I fratelli Solomon, nel quale ha recitato con Will Arnett, Kristen Wiig, Chi McBride, Malin Åkerman e Lee Majors. Il film è stato diretto dal comico Bob Odenkirk in 32 giorni di riprese e con un budget di dieci milioni di dollari. Nel 2008 ha avuto una piccola parte in Baby Mama con Tina Fey e Amy Poehler. Nel 2009 è apparso nel film Brief Interviews with Hideous Men, diretto da John Krasinski e adattato dall'omonima raccolta di racconti. Ha recitato in un episodio della serie How I Met Your Mother della CBS, come collega di Barney. Forte è stato spesso invitato in programmi televisivi quali Tim and Eric Awesome Show, Great Job! e Tim and Eric Nite Live! su Adult Swim, partecipando anche a The Young Person's Guide to History. Dal 1997 al 2007 ha contribuito come consulente e sceneggiatore di alcune parti dell'MTV Movie Awards e dell'MTV Video Awards. Ha prestato la voce a Martin Serious in Grand Theft Auto IV: The Lost and Damned e ha condotto un programma radiofonico con lo stesso pseudonimo. Ha scritto il racconto Beware of Math Tutors Who Ride Motorcycles per il libro Things I've Learned from Women Who've Dumped Me. Nel 2009 è diventato un membro fisso del cast di doppiatori della serie animata Sit Down, Shut Up. Ha dato la voce a Stuart Proszakian in Allen Gregory, e al preside Wally, personaggio ricorrente della serie animata The Cleveland Show. Il 19 aprile 2010 è stato invitato al programma televisivo WWE Raw con Kristen Wiig e Ryan Phillippe nel ruolo di MacGruber, per promuovere il film basato sul suo personaggio. Per la stesura di quest'ultimo, Forte si è basato sulla versione che ne ha dato nel SNL, assieme all'amico John Solomon e al regista Jorma Taccone. Le riprese sono state effettuate nel 2010, durante la loro pausa da SNL, in 28 giorni di riprese in Nuovo Messico e con un budget di dieci milioni di dollari.

### Saturday Night Live
Nel 2002, dopo un provino, è stato assunto come sceneggiatore del Saturday Night Live. Nella stagione successiva è entrato a far parte del cast artistico. Forte ha interpretato il ruolo dell'allora presidente George W. Bush dopo la partenza di Will Ferrell, recitando con Chris Parnell per una stagione intera e con Darrell Hammond per metà stagione. Forte ha partecipato al Weekend Update ed è stato uno degli sceneggiatori del cortometraggio della serie "SNL Digital Short" dal titolo Lettuce. Il 26 agosto 2010 Forte ha lasciato il SNL, dopo otto anni di contratto, per concentrarsi su altri progetti. Il 2 aprile 2011 e il 12 maggio 2012 ha fatto una comparsa come guest star interpretando il suo personaggio Greg Stink. Il film è uscito nelle sale statunitensi nel maggio del 2010.

### Il maggior successo
Dopo aver lasciato il Saturday Night Live, Forte ha ripreso il suo ruolo di Randy in How I Met Your Mother ed è apparso nell'episodio La capsula del tempo di Parks and Recreation. Il 10 novembre 2010 Forte ha fatto una serie di apparizioni interpretando una versione parodistica del fondatore di TBS, Ted Turner, nella terza puntata del talk show Conan della TBS stessa. Ha prestato la propria voce a personaggi di diverse serie animate, tra cui The Life & Times of Tim, American Dad!, Allen Gregory, The Cleveland Show e Gravity Falls. Ha inoltre recitato in 11 episodi della sitcom 30 Rock. Nel 2011 ha partecipato alla serie The League, trasmessa su FX, ed è apparso in tre episodi della serie Up All Night.
È stato il personaggio principale del film A Good Old Fashioned Orgy, collaborando con Jason Sudeikis del SNL. Ha avuto un cameo nei film Tim and Eric's Billion Dollar Movie, Rock of Ages, Indovina perché ti odio e Vicini del terzo tipo nel 2012. Nell'estate del 2012, ha recitato in Run & Jump, un film drammatico di Steph Green, girato in Irlanda, e nel 2013 ha recitato con Bruce Dern in Nebraska, film di Alexander Payne. È apparso assieme a Andy Samberg in Un weekend da bamboccioni 2 e ha recitato in Life of Crime nel ruolo di Marshall Taylor, nell'adattamento del romanzo Scambio a sorpresa, di Elmore Leonard.
Nel 2013 Forte è apparso anche nel video musicale dei Mumford & Sons, Hopeless Wanderer. Nel 2014 ha ideato la serie televisiva The Last Man on Earth, una commedia post-apocalittica, trasmessa su Fox dal 2015.
Nel 2023 partecipa come doppiatore al film DreamWorks Ruby Gillman - La ragazza con i tentacoli.

## Filmografia parziale

### Attore

#### Cinema
- Il giro del mondo in 80 giorni (Around the World in 80 Days), regia di Frank Coraci (2004)
- Beerfest, regia di Jay Chandrasekhar (2006)
- I fratelli Solomon (The Brothers Solomon), regia di Bob Odenkirk (2007)
- Baby Mama, regia di Michael McCullers (2008)
- The Slammin' Salmon, regia di Kevin Heffernan (2009)
- Brief Interviews with Hideous Men, regia di John Krasinski (2009)
- Fanboys, regia di Kyle Newman (2009)
- MacGruber, regia di Jorma Taccone (2010)
- A Good Old Fashioned Orgy, regia di Alex Gregory e Peter Huyck (2011)
- Tim and Eric's Billion Dollar Movie, regia di Tim Heidecker & Eric Wareheim (2011)
- Rock of Ages, regia di Adam Shankman (2012)
- Indovina perché ti odio (That's My Boy), regia di Sean Anders (2012)
- Vicini del terzo tipo (The Watch), regia di Akiva Schaffer (2012)
- Run & Jump, regia di Steph Green (2013)
- Nebraska, regia di Alexander Payne (2013)
- Un weekend da bamboccioni 2 (Grown Ups 2), regia di Dennis Dugan (2013)
- Life of Crime - Scambio a sorpresa (Life of Crime), regia di Daniel Schechter (2013)
- Tutto può accadere a Broadway (She's Funny That Way), regia di Peter Bogdanovich (2014)
- Trouble Dolls, regia di Jennifer Prediger e Jess Weixler (2014)
- The Ridiculous 6, regia di Frank Coraci (2015)
- Estate a Staten Island (Staten Island Summer), regia di Rhys Thomas (2015)
- A Futile and Stupid Gesture, regia di David Wain (2018)
- Good Boys - Quei cattivi ragazzi (Good Boys), regia di Gene Stupnitsky (2019)
- La rivincita delle sfigate (Booksmart), regia di Olivia Wilde (2019)
- Panama Papers (The Laundromat), regia di Steven Soderbergh (2019)
- Weird: The Al Yankovic Story, regia di Eric Appel (2022)
- Kinda Pregnant, regia di Tyler Spindel (2025)
- Coyote vs. Acme, regia di Dave Green (2026)

#### Televisione
- Saturday Night Live - varietà, 157 puntate (2002-2012)
- Young Person's Guide to History - speciale TV (2008)
- How I Met Your Mother - serie TV, episodi 3x18-6x07 (2008-2010)
- Campus Ladies - serie TV, episodi 1x02-1x06 (2006)
- Flight of the Conchords - serie TV, episodio 1x11 (2007)
- Funny or Die Presents - serie TV, episodi 1x07-1x12 (2010)
- Conan - talk show, 14 puntate (2010-2013)
- Parks and Recreation - serie TV, episodio 3x03 (2011)
- The League - serie TV, episodio 3x09 (2011)
- Up All Night - serie TV, episodi 1x03-1x18-1x23 (2011-2012)
- 30 Rock - serie TV, 13 episodi (2012)
- Drunk History - serie TV, episodio 1x01 (2013-in corso)
- Kroll Show - serie TV, 3 episodi (2013-2014)
- The Last Man on Earth - serie TV (2015-2018)
- A Futile and Stupid Gesture, regia di David Wain - film TV (2018)
- Sweet Tooth – serie TV (2021)
- Bodkin - serie TV (2024)
- The Four Seasons, regia di Tina Fey, Lang Fisher e Tracey Wigfield – miniserie TV, 8 puntate (2025)

### Doppiatore
- Clone High - serie animata, 13 episodi (2002-2003)
- Drawn Together - serie animata, episodio 3x07 (2006)
- Aqua Teen Hunger Force - serie animata, episodio 4x11 (2006)
- Sit Down, Shut Up - serie animata (2009)
- Piovono polpette (Cloudy with a Chance of Meatballs), regia di Phil Lord e Christopher Miller (2009)
- Grand Theft Auto IV: The Lost and Damned - videogioco (2009)
- American Dad! - serie animata, 5 episodi (2009-2012)
- The Cleveland Show - serie animata, 22 episodi (2009-2013)
- The Life & Times of Tim - serie animata, episodio 2x01 (2010)
- Squidbillies - serie animata, episodio 5x09 (2010)
- Allen Gregory - serie animata, 7 episodi (2011)
- Kick Chiapposky: Aspirante Stuntman (Kick Buttowski: Suburban Daredevil) - serie animata, episodio 2x03 (2011)[23]
- Gravity Falls - serie animata, 8 episodi (2012-2014)
- Lab Rats - serie TV, 19 episodi (2012-2015)
- Piovono polpette 2 - La rivincita degli avanzi (Cloudy with a Chance of Meatballs 2), regia di Cody Cameron e Kris Pearn (2013)
- Bob's Burgers - serie animata, episodi 3x12-4x03 (2013-in corso)
- The LEGO Movie, regia di Phil Lord e Chris Miller (2014)
- The Awesomes - serie animata, 4 episodi (2014)
- The LEGO Movie 2 - Una nuova avventura (The LEGO Movie 2: The Second Part), regia di Mike Mitchell (2019)
- Scooby! (Scoob!), regia di Tony Cervone (2020)
- Scott Pilgrim - La serie (Scott Pilgrim Takes Off) - serie animata, episodio 7 (2023)
- Win or Lose - serie animata (2025)

### Sceneggiatore

#### Cinema
- I fratelli Solomon (The Brothers Solomon), regia di Bob Odenkirk (2007)
- Extreme Movie, regia di Adam Jay Epstein e Andrew Jacobson (2008)
- MacGruber, regia di Jorma Taccone (2010)

#### Televisione
- Jenny - serie TV, 3 episodi (1997)
- Late Show with David Letterman - talk show, 28 puntate (1997-1998)
- The Army Show - serie TV, episodio 1x05 (1998)
- Action - serie TV, episodi 1x06-1x12 (1999–2000)
- Una famiglia del terzo tipo (3rd Rock from the Sun) - serie TV, episodi 5x19-6x08-6x18 (2000–2001)
- That '70s Show - serie TV, 4 episodi (2002–2003)

## Riconoscimenti
- Emmy Awards
  - 2013 – Candidatura Miglior attore guest star in una serie commedia per 30 Rock
  - 2015 – Candidatura Miglior attore protagonista in una serie commedia per The Last Man on Earth
  - 2015 – Candidatura Miglior sceneggiatura per una serie commedia per The Last Man on Earth
  - 2016 – Candidatura Miglior attore protagonista in una serie commedia per The Last Man on Earth
- The Comedy Awards
  - 2014 – Candidatura Miglior attore non protagonista in una commedia per Nebraska
- Critics' Choice Awards
  - 2015 – Candidatura Miglior attore in una serie commedia per The Last Man on Earth
  - 2016 – Candidatura Miglior attore in una serie commedia per The Last Man on Earth
- Independent Spirit Awards
  - 2014 – Candidatura Miglior attore non protagonista per Nebraska
- National Board of Review
  - 2013 – Miglior attore non protagonista per Nebraska
- Satellite Awards
  - 2015 – Candidatura Miglior attore in una serie commedia o musical per The Last Man on Earth

## Doppiatori italiani
Nelle versioni in italiano delle opere in cui ha recitato, Will Forte è stato doppiato da:
- Gianfranco Miranda in Nebraska, Scambio a sorpresa - Life of Crime, Tutto può accadere a Broadway, The Ridiculous 6, The Last Man on Earth, A Futile and Stupid Gesture, Bodkin
- Riccardo Rossi in MacGruber, Kinda Pregnant
- Simone Mori in I fratelli Solomon, Baby Mama
- Alessandro Rigotti in How I Met Your Mother
- Luigi Ferraro in 30 Rock
- Saverio Indrio in 30 Rock (ep. 1x12)
- Roberto Gammino in Indovina perché ti odio
- Franco Mannella in Vicini del terzo tipo
- Sandro Acerbo in Good Boys - Quei cattivi ragazzi
- Massimo Bitossi in La rivincita delle sfigate
- Simone D'Andrea in Sweet Tooth
- Michele D'Anca in Doggy Style - Quei bravi randagi
- Massimiliano Manfredi in The Four Seasons

Da doppiatore è sostituito da:
- Raffaele Palmieri in The LEGO Movie, The LEGO Movie 2 - Una nuova avventura
- Luigi Rosa in Clone High
- Massimo Lodolo in American Dad!
- Simone Mori in Piovono polpette
- Stefano Brusa in The Cleveland Show
- Elio in Piovono polpette 2 - La rivincita degli avanzi
- Daniele Demma in Lab Rats
- Oreste Baldini in Scooby!
- Andrea Oldani in La famiglia Willoughby
- Ruggero Andreozzi in America: il film
- Gianluca Machelli in Ruby Gillman - La ragazza con i tentacoli
- Gabriele Patriarca in Scott Pilgrim - La serie
- Massimo Triggiani in Thelma l'unicorno